# Joseph Philipp Vukasović

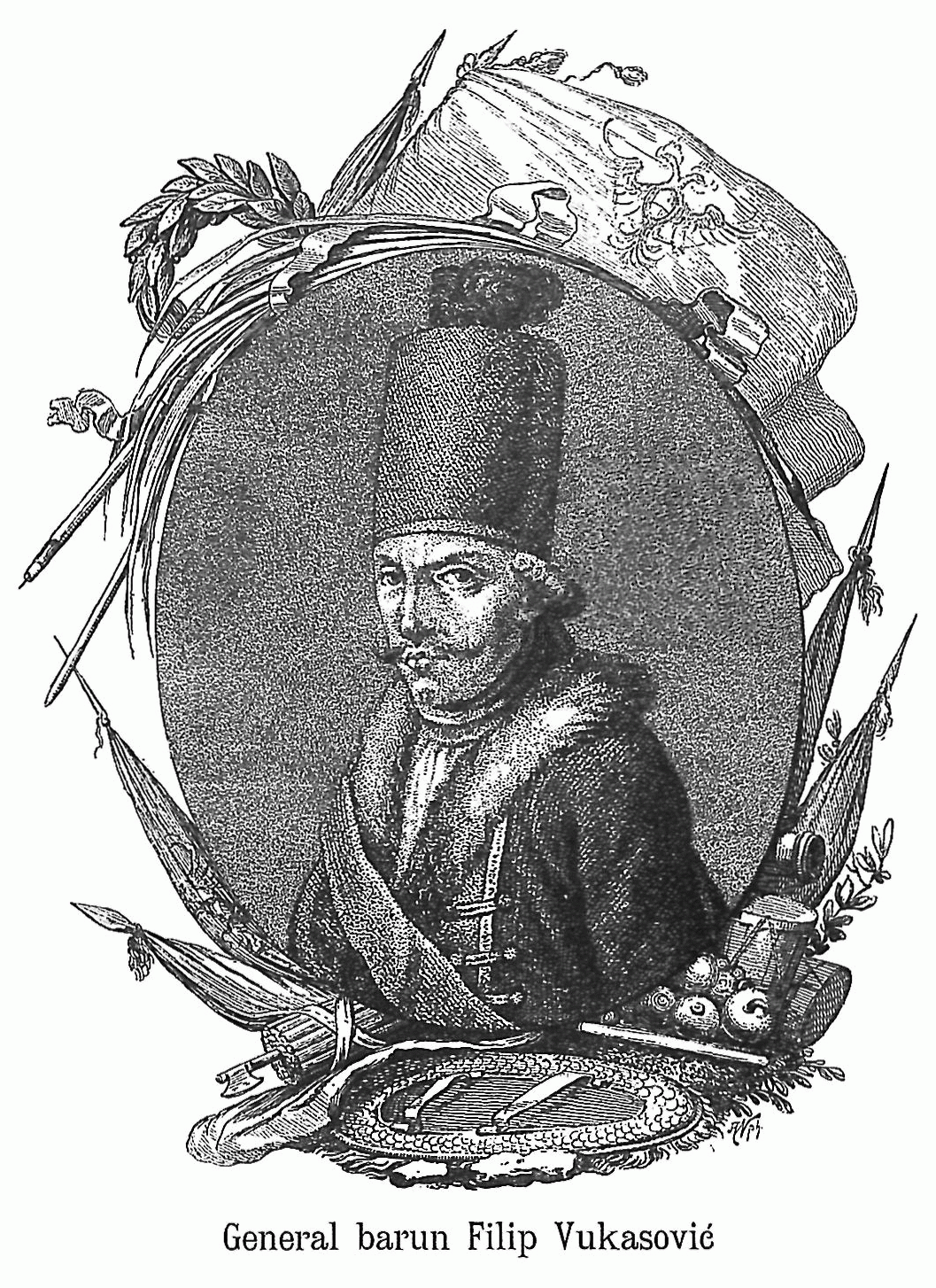
Josef Philipp Vukasović (aus Dom i Sviet, 1888)

Joseph Philipp Freiherr Vukasović ([ˈʋukaːsoʋitɕ], kroatisch Josip Filip Vukasović; häufig auch Vukassovich, Wukassovich, Vukassevich oder Vukaszovich geschrieben), (* 1755 in St. Peter (Bruvno), Lika, Kroatische Militärgrenze; † 9. August 1809 in Wien) war kroatischer Adliger, österreichischer Feldmarschallleutnant und Ritter des Militär-Maria-Theresien-Ordens. Bis heute wirkt seine Tätigkeit im Straßenbau nach, er plante unter anderem die Luisenstraße, die erst nach seinem Tod fertiggestellt wurde.

## Herkunft
Die Familie Vukasović stammte wie viele kroatische Adelsfamilien ursprünglich aus einer anderen Region des Balkans und floh 1537 nach dem Fall der Stadt Klis vor den Osmanen aus Dalmatien nach Kroatien, in die Stadt Senj. Viele Mitglieder der Familie dienten in der österreichischen Armee, andere erlangten Einfluss im Bürgertum der Stadt, was 1655 zur Aufnahme in das Patriziat der Stadt und zur Aufnahme in den Adelsstand führte. 1667 wurde die Familie auch von Kaiser Leopold I. in den Adelsstand erhoben, dies wurde vom kroatischen Landtag 1719 bestätigt. In dem prächtigen Haus, das die zu Wohlstand gekommene Familie im 17. Jahrhundert erbaut hatte und im 18. Jahrhundert bewohnte, ist heute das Stadtmuseum von Senj untergebracht. Im 18. Jahrhundert trat die Familie Vukasović auch durch ihre großzügige Unterstützung der Paulaner in Senj und der im 19. Jahrhundert zerstörten Kirche St. Nikolaus hervor.
Joseph Philipp Vukasović wurde 1755 als Sohn des Grenzbeamten Peter Vukasović und seiner Ehefrau Anna Bašić geboren, die selbst aus einer alten Offiziersfamilie stammte.

## Militärische Laufbahn

### Frühe Jahre
Vukasović erhielt als Sohn eines Grenzoffiziers in der Lika seine schulische Ausbildung in einem „Regiments-Erziehungshaus“. In einer solchen Einrichtung, wahrscheinlich in Wien, wurde die Kaiserin auf ihn aufmerksam. Sie beschenkte den jungen Vukasović als „bravsten Zögling“ mit zwölf Dukaten. Als die Kaiserin später erfuhr, dass der Junge die Dukaten an seinen Vater geschickt hatte, weil dieser ohne Pension in ärmlichen Verhältnissen in Dalmatien lebte, war sie vom Verhalten des Jungen beeindruckt und gab ihm deshalb weitere 24 Dukaten und dem Vater eine Jahrespension. In der älteren Literatur wird angegeben, dass sein Namensvetter David Vukasović (* 1774, † unbekannt), ein Kadett der österreichischen Armee, seine militärische Ausbildung an der Theresianischen Militärakademie erhielt. Aufgrund dieser Namensgleichheit wird ausgeschlossen, dass Joseph Philipp Vukasović seine militärische Ausbildung dort erhalten hätte. Andere Veröffentlichungen weisen darauf hin, dass Joseph Philipp Vukasović an einer Militärakademie Bauwesen studiert hat. Das rechtfertigt die Annahme, dass auch er an der Theresianischen Militärakademie in Wiener Neustadt ausgebildet wurde.

### In Montenegro
Nach einigen Jahren kam Vukasović in ein Grenzregiment, in dem er den bayerischen Erbfolgekrieg 1778 und 1779 teilnahm. Nach dessen Ende kehrte sein Regiment an die Militärgrenze zurück. 1787 bereiste Vukasović als Leutnant Montenegro und erwarb sich Kenntnisse des Landes, die ihm bei Beginn des Türkenkrieges (1788–1789) zum Vorteil wurden. Als dieser Krieg ausbrach, erhielt der mittlerweile zum Hauptmann beförderte Vukasović den Auftrag mit dem Pascha von Shkodra (Scutari), den Bewohnern von Montenegro, Albanien und der Herzegowina zu verhandeln und Verträge und Bündnisse gegen die Türkei zu schließen. Im März befand er sich in Montenegro, zunächst unterstützt von der Bevölkerung.
Als Vukasovićs Einheit im März 1779 von den überlegenen Streitkräften der Türken eingeschlossen wurde, flohen die Einheimischen nach Hause, und keiner blieb zurück, um ihn bei seinem Rückzüg als Führer auf dem Rückweg nach Cetinje und Kotar zu unterstützen. Vukasović versuchte sich ohne Hilfe mit seiner Einheit durchzuschlagen und setzte dabei Žabljak und Spuž (bei Danilovgrad) in Brand. Als die Montenegriner feststellten, dass Vukasovićs Bataillon, das auf 117 Mann geschrumpft war, keine Vorhut einer großen Streitmacht war, unterstützten sie die Türken. Die feindselige Haltung der Bevölkerung wurde dadurch noch verstärkt, dass nun deutlich wurde, dass sie von Vukasovićs kleiner Einheit nicht die erhoffte Befreiung von den Türken zu erwarten hatten.

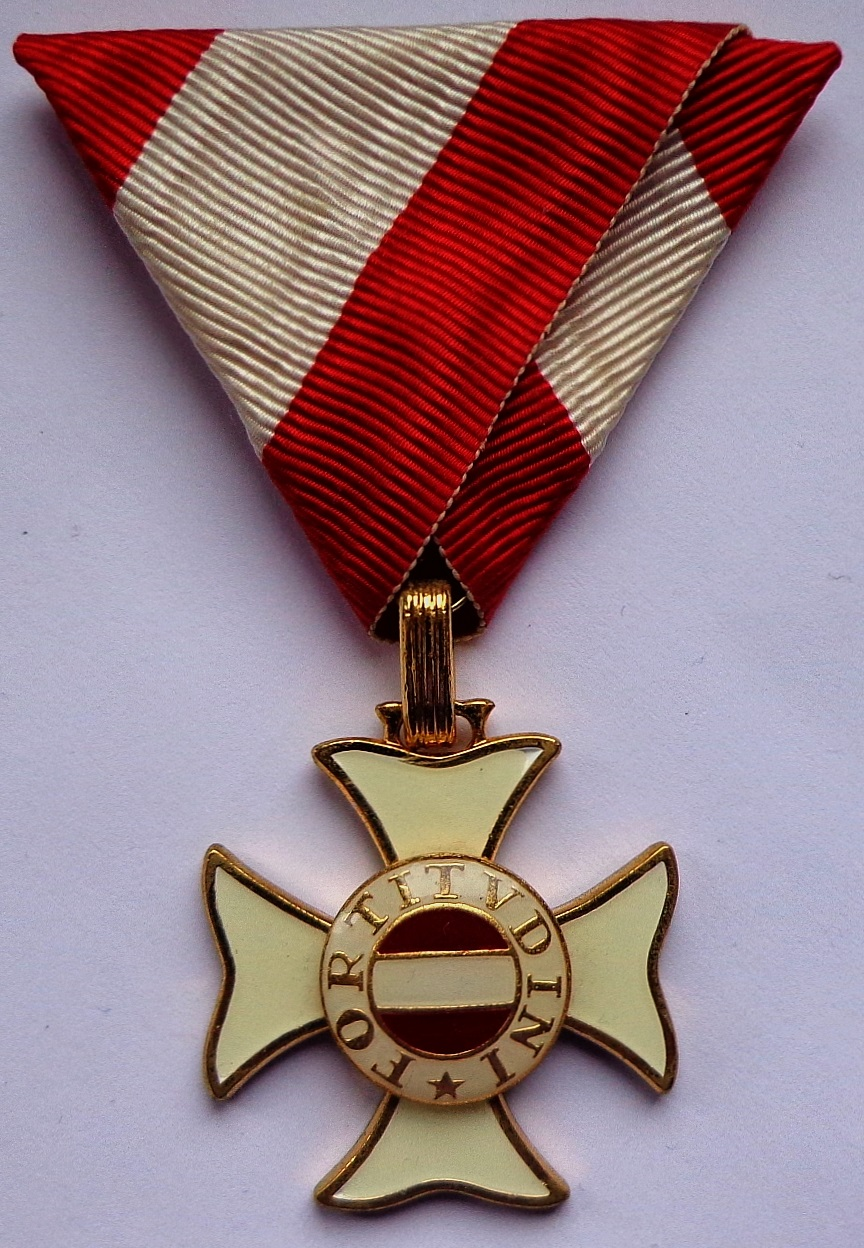
Ritterkreuz des Militär-Maria-Theresien-Ordens

Vukasović gelang es bei seinem für die überraschenden Abmarsch von Cetinje 60 Montenegriner als Geiseln für seine Sicherheit mitzunehmen, sie im Tal von Njegošće als menschliche Schutzschilde vor seine Truppen zu stellen und seinen Marsch fortzusetzen. In der zeitgenössischen Berichterstattung wurde Vukasovićs Rolle durchaus positiv dargestellt, seine „ruhmwürdige Kühnheit“, seine Geistesgegenwart und sein „ehrenvolles und besonnenes“ Vorgehen wurden hervorgehoben. Da die Unternehmung trotz der großen eigenen Verluste für Österreich Vorteile mit sich brachte, wurde Vukasović in der XV. Promotion vom 15. November 1788 mit dem Ritterkreuz des Militär-Maria-Theresien-Ordens ausgezeichnet und zum Major ernannt.
Bald darauf errichtete er teils aus Montenegrinern, teils aus in der Lika und im österreichischen Küstenland angeworbenen Truppen, das so genannte Gyulay’sche Freicorps und wurde Oberstleutnant und dessen Kommandant. Das Freicorps bestand aus zwölf Kompanien Infanterie und vier Schwadronen Husaren mit einer Gesamtstärke von 3.000 Mann. 1790 kam er als dessen Kommandant zum Likaner Grenzregiment (kroat. lički graničari) zurück und wurde 1794 zum Obersten ernannt.

### In Kroatien
1790 nahm Vukasović im Feldzug des K. u. k. Kroatischen Armeekorps unter dem Kommando von Feldzeugmeister Joseph Nikolaus Baron de Vins in die besetzten Gebiete von Türkisch-Kroatien teil. Er zeichnete sich dabei während der Schlacht von Cetingrad aus.

### Kriege gegen Napoleon
In den Kriegen gegen Frankreich befehligte Vukasović das Karlstädter (Karlovacer) Bataillon, verteidigte 1795 bei Loano das Kloster La Certosa über neun Stunden, wurde jedoch zur Kapitulation gezwungen und gefangen genommen. Im Feldzug 1796 zeichnete er sich bei Voltri und Masone aus, wurde dann am 12. April auf den Monte Fasce entsandt und erhielt Befehl, nach Dego aufzubrechen. Ein Irrtum im Datum des Befehls führte dazu, dass er erst am 15. April mit 6.000 Grenadieren auf dem Kampfplatz erschien, obwohl die Schlacht von Dego schon einen Tag vorher stattgefunden hatte. Er brachte aber durch sein verspätetes Erscheinen mit seinen fünf Bataillonen Verwirrung in die französische Armee, weil diese glaubte, das ganze Korps Beaulieu vor sich zu haben. Vukasovićs Einheit konnte vorübergehend 500 Gefangene machen und sich zwei Stunden lang gegen das französische Heer verteidigen, musste sich dann aber über Spigno nach Acqui zurückziehen.
Anschließend zog das Regiment nach Mantua und half Feldmarschall von Wurmser die Stadt zu verteidigen. Zum Generalmajor befördert kommandierte er im September 1797 eine Brigade in Tirol. Am 3. September wurde er bei San Marco durch einen Sturz vom Pferd verwundet. Im Feldzug 1799 nahm er bei Verderio den französischen General Sérurier gefangen, eroberte als Kommandant der Vorhut Novara, Vercelli, Arona, Ivrea, die Kastelle Bardo, Verua, die Zitadelle von Casale, besetzte Turin, nahm Cherasco, entsetzte das belagerte Ceva und bemächtigte sich Mondovìs.
1799 wurde ihm vom Kaiser das neu errichtete Infanterie-Regiment Nr. 48 verliehen. Nun zum Feldmarschall-Leutnant befördert, stand er im Feldzug 1800 bei Bellinzona, um Napoléon Bonaparte den Übergang über den St. Gotthard zu verwehren. Zum Rückzüg nach Mailand gezwungen, rettete er Vorräte, die sich in Mailand und auf seinem Marsch nach Mantua vorfanden. Nach dem Rückzug über den Mincio übernahm er ein Korps in Tirol. Im Feldzug 1805 kommandierte er in Italien in den tessinschen Bergen.
In einem weiteren Feldzug des Jahres 1809 kämpfte er mit seiner Division in der Schlacht bei Aspern und zuletzt in der Schlacht bei Wagram, wo er am 6. Juli durch eine Kanonenkugel tödlich verwundet wurde. Daraufhin brachte man ihn zur Pflege nach Wien. Napoleon I. selbst soll Vukasović so sehr geschätzt haben, dass er ihm im Wiener Militärspital Hilfe leistete. Trotz aller Anstrengungen der Ärzte erlag Vukasović seinen schweren Verletzungen am 9. August 1809.

## Luisenstraße
Neben seiner militärischen Laufbahn war Vukasović auch ein bedeutender Ingenieur. Er begann den Bau der Straße über den Vratnik (Wratnigg) nach Senj (Zengg) und die kroatische Luisenstraße (kroat. Lujzijana) über Karlovac (Karlstadt) nach Rijeka (Fiume). Die Luisenstraße konnte er nicht mehr selbst vollenden.

## Ehrungen
- Freiherr (1785)
- Ritterkreuz des Militär-Maria-Theresien-Ordens (15. November 1788)
- Verleihung des Infanterie-Regiments Nr. 48 (1799)
- Erblicher Freiherrenstand (9. April 1802)[19]
- Großkreuz des russischen St.-Annen-Ordens[17]

## Stammtafel
| Stammtafel der Freiherren von Vukasović |                                                               |

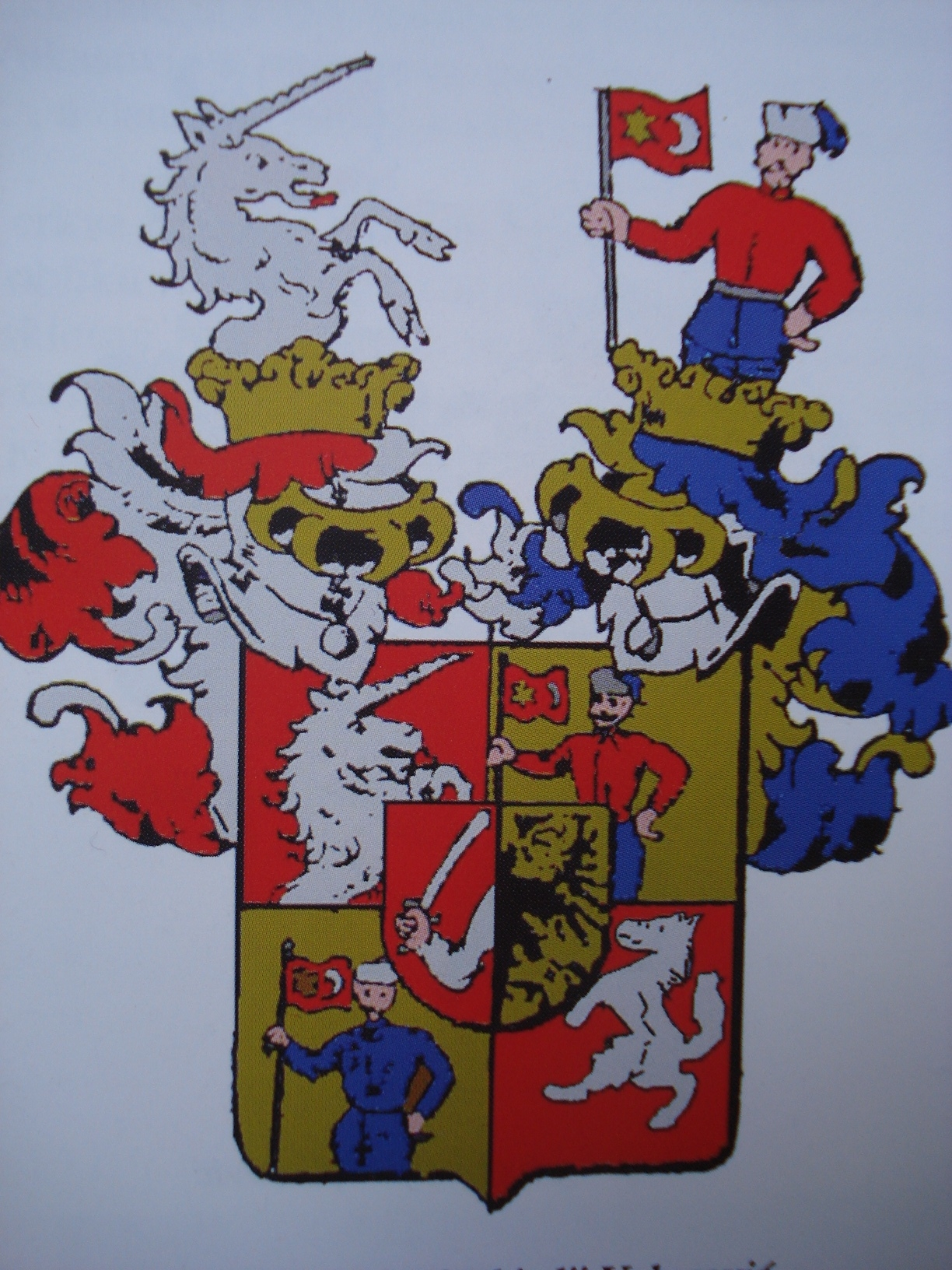
Wappen der Familie Vukasović, 1714

| Joseph Philipp 1785 Freiherr geb. 1755, † 9. August 1809. Johanna Pulcheria geborene Gräfin Malfatti von Kriegsfeld, Stiegenberg und Büchelgrund geb. 8. August 1779. † 22. Dezember 1834. |                                                               |
| Philipp † 26. Oktober 1844 Hermine Freiin von Vlassits geb. 5. August 1823. wiederverm. Theobald Freiherr Seenuß von Freudenberg                                                           | Johanna geb. 30. Oktober 1809. † um 1865 vm. Ludwig Neelmayer |